# مصالي الحاج
مصالي الحاج الملقب بـ «أبو الأمة» ولد بمدينة تلمسان في 16 مايو 1898، وتوفي بالعاصمة الفرنسية باريس في 3 يونيو 1974، ودفن بمقبرة الشيخ السنوسي بمسقط رأسه. زعيم وطني جزائري كان واحد من المطالبين بالاستقلال عن فرنسا منذ العشرينات، وهو مؤسس حزب سياسي وطني نجم شمال إفريقيا الذي تحول إلى حزب الشعب الجزائري، ثم إلى حركة انتصار الحريات الديمقراطية وأخيرا حزب الحركة الوطنية الجزائرية.
تمسك بالنضال السياسي ومحضرا للنشاط المسلح. جند في الحرب العالمية الأولى ثم استقر في فرنسا حيث أسس عام 1926 مع إخوانه حزب نجم شمال أفريقيا ثم حزب الشعب الجزائري في 11 مارس 1937. سجن مرات عديدة في فرنسا والجزائر، كما نفي إلى برازافيل عام 1945 أسس في نوفمبر 1946 نادى باستقلال الجزائر منذ العشرينات، توفي بفرنسا في 3 يونيو 1974.

## بداياته
ولد أحمد مصالي الحاج في مدينة تلمسان التابعة انذاك لعمالة وهران من أب إسكافي تركي الأصل بالإضافة إلى كونه مقدما لضريح سيدي عبد القادر الجيلالي سنة 1919، وكانت عائلته تشتغل في الحرف والفلاحة، 
ترعرع في حي باب الجياد في منزل جدته، وقد تلقى تكوينا يحترم التقاليد ومبادئ الدين الإسلامي وكان من الطريقة الدرقاوية. تمدرس في ابتدائية ديسيو الواقعة في الطرف الآخر من المدينة بقرب من سهريج مهدة وكانت المدرسة تدرس العرب والفرنسيين معا، جند لأداء الخدمة العسكرية في الجيش الفرنسي عام 1918، وشارك في الحرب العالمية الأولى في الجيش الفرنسي ثم عاد إلى الجزائر عام 1921، حيث تلقى صعوبات في الحصول على العمل، فاضطر إلى العودة إلى فرنسا في أكتوبر 1925 وهو في سن الخامسة والعشرين. وهناك زاول بعض الأعمال في مصانع باريس، وبدأ نشاطه من خلال النقابات، واكتسب في هذه الفترة تجربة العمل السياسي مستفيدا من خبرات الإدارة والتنظيم والاتصال والقيادة. وفي هذه الفترة اقترب من الحزب الشيوعي الفرنسي.

## أهم أعماله

### حزبنجم شمال أفريقيا
في يونيو عام 1926 أسس كل من مصالي الحاج و سي الجيلالي وعبد القادر الحاج علي حزب نجم شمال أفريقيا، بمركز الجمعية في حي نهج مارشي دي باطرباك، وتولى كتابته العامة وآلت إليه رئاسة الحزب في العام الموالي 1927 بعد ما كانت للحاج علي عبد القادر وقد كان الأمير خالد الجزائري رئيسا شرفيا له، وكان حزب النجم مفتوحا أمام دول شمال أفريقيا الثلاثة، حتى تولى قيادته عدد من التونسيين من بينهم في العشرينات الشاذلي خير الله الذي شارك باسم الحزب في المؤتمر المضاد للامبريالية المنعقد في بروكسال عام 1927. كما كانت مطالب حزب النجم تهم الأقطار الثلاثة تونس والجزائر والمغرب، مدافعا عن مصالح مسلمي شمال إفريقيا المادية والمعنوية والاجتماعية، وعلى رأس المطالب التي رفعها حزب نجم شمال إفريقيا الاستقلال الوطني لأول مرة عام 1927، ولذلك اعتبر مصالي الحاج رائدا للاستقلال. ونتيجة لذلك تعرض مصالي الحاج للسجن أكثر من مرة، وتم حل حزبه في نوفمبر 1929، قبيل بضعة أشهر من احتفال فرنسا بمائوية احتلالها للجزائر، فتحول الكثير من أعضائه إلى العمل السري. وفي تلك الفترة وجه مصالي الحاج مذكرة إلى عصبة الأمم كشف فيها -اعتمادا على الأرقام- عن فشل الاستعمار الفرنسي في الجزائر، وقد قامت جريدة الحزب، الأمة بنشر هذه الوثيقة وفي عام 1933 أضيفت عبارة (المظفر) إلى اسم حزب النجم وعاد إلى النشاط من جديد ببرنامج سياسي جديد، و كان البرنامج المعلن يشمل مجموعة من الأهداف والمطالب وهي:
- مطالبة فرنسا بالاعتراف بالحريات الأساسية.
- إلغاء نظام البلديات المختلفة والأراضي العسكرية.
- الاعتراف بحق الجزائرين في الحصول على جميع الوظائف.
- مجانية وإجبارية التعليم في جميع المستويات واعتماد اللغة العربية لغة لتدريس.
- إنشاء برلمان وطني عن طريق الاقتاع العام.
- إنشاء حكومة وطنية ثورية مستقلة بالجزائر تقوم بتشكيل برلمان انتقالي.
- إعادة البنوك والمناجم والسكك الحديدية والأملاك العامة إلى الدولة الجزائرية.
- مصادرة الأملاك الكبيرة الحجم.
- مساعدة الفلاحين بتقديم قروض بدون فوائد.[5]

في فبراير 1934 شارك النجم في المظاهرات المضادة للفاشية التي نظمتها القوى اليسارية والعمالية الفرنسية، وألقي على مصالي الحاج القبض يوم 1 نوفمبر من نفس السنة وحكم عليه بستة أشهر، وقع حل الحزب ليسمى الاتحاد الوطني لمسلمي شمال إفريقيا وانتخب مصالي الحاج رئيسا له في فبراير 1935، ومَثُل أمام القضاء من جديد في ماي من نفس السنة، ثم فر إلى سويسرا حيث تعرف على شكيب أرسلان. وبعد أن صعدت الجبهة الشعبية إلى الحكم بفرنسا عام 1936، عاد مصالي الحاج إلى الجزائر في 2 أغسطس ليقوم بالدعاية لحزب النجم، ونتيجة القلق من تنامي نشاطه قامت السلطات الفرنسية بحله في 25 جانفي 1937 فأسس مصالي يوم 11 مارس 1937 حزب الشعب الجزائري الذي نشط فيما بين 1937 و1939. وقد تعرض مصالي الحاج للسجن مرة أخرى عام 1937 لمدة عامين وأطلق سراحه يوم 27 أغسطس 1939، وفي الشهر الموالي وقع حل حزب الشعب الجزائري وألقي عليه القبض من جديد وحوكم بست عشرة سنة أشغالا شاقة من قبل حكومة فيشي، وفي 23 أبريل 1943 وضع من قبل قوات الحلفاء تحت الإقامة الجبرية مع الوعد بإطلاق سراحه بعد شهرين. ولكن هذا لم يتم وفي عام 1944 ضم حزبه المحظور إلى حزب حركة أصدقاء البيان والحرية لفرحات عباس. وبعد مجزرة سطيف عام 1945 أسس مصالي الحاج عام 1946 حركة انتصار الحريات الديمقراطية التي قامت بتأطير نضال الشعب الجزائري، وحصلت خلال الانتخابات البلدية لعام 1948 على أغلبية الأصوات  لكن وقع حلها هي الأخرى من قبل الحكومة الفرنسية. وفي هذا الحزب سيتلقى العديد من الشبان تكوينهم الوطني وسيفجرون الثورة الجزائرية.

## أهم الصحف التي أنشأها

### جريدة الإقدام
ما بين 1926م و1927م ثم منعت من الصدور، ثم عادت لظهور تحت اسم إقدام شمال إفريقيا صدرت منها أعداد ثم منت بشكل نهائي ثم أخذت اسم إقدام نجم شمال افريقيا واستمرت ما بين 1927م إلى 1928م وقد عبرت عن مقاومة الاستعمار والمطالبة بالاستقلال وتأسيس جيش وطني.

### جريدة الأمة
تأسست في 1930م ومنعت في 29 سبتمبر 1939م بسبب طرحها الوطني.

### جريدة البرلمان الجزائري
وهي جريدة تابعة لحزب الشعب الجزائري، أول عدد صدر منها كان في شهر ماي 1939م، ثم توقفت عن الصدور في 28 أوت 1939 م، وقد صدر منها 8 أعداد في الجزائر وباللغة الفرنسية.

### جريدة الشعب
صدر بالجزائر باللغة العربية منها عددان، الأول صدر في 27 أوت 1937م والعدد الثاني في 20 سبتمبر 1937م وتولى مصالي الحاج رئاستها شخصيا وقد منعت بسبب توجهاتها الوطنية.

### جريدة الجزيرة الحرة
استمرت بالصدور من اوت 1949م إلى نوفمبر 1954م , وكانت نصف شهرية بدايتها و أصبحت اسبوعية و قد كانت تطالب بالحرية و الاستقلال و السيادة الوطنية.

### جريدة صوت الشعب الجزائري
صدرت في الأشهر الأولى من الاستقلال.

### الصحراء
صدرت عن الحركة الوطنية الجزائرية في 1958 م.

### جريدة صوت العمال الجزائرين
وهي جريدة صدرت عن الاتحاد النقابي للعمال الجزائرين ما بين 1907م و1962م.

### اخبار الجزائر
صدرت في 1959م عن الحركة الوطنية الجزائرية.

## الثورة الجزائرية
عندما اندلعت الثورة المسلحة في 1 نوفمبر 1954 ضد الاستعمار الفرنسي، كان موقف مصالي الحاج معارضا للكفاح المسلح متمسكا بالعمل السياسي، وفي هذا الإطار أسس عام 1954 حزب الحركة الوطنية الجزائرية الذي كان الحزب الوحيد الذي لم ينخرط في الثورة وحصلت مواجهات دامية بين هذا الحزب وحزب جبهة التحرير الوطني سواء بالجزائر أو بفرنسا. وقد وضع مصالي الحاج في تلك الفترة تحت الإقامة الجبرية بأنغولام (Angoulême) شارنت (Charente) بفرنسا، وفقد شيئا فشيئا تأثيره. وفي عام 1961 حاولت فرنسا الاستفادة من الانقسام داخل الوطنيين الجزائريين، بإشراك حزب حركة الوطنية الجزائرية في المفاوضات، إلا أن جبهة التحرير عارضت وتصاعدت التصفيات بين المنظمتين ، ولم يشارك مصالي في محادثات إيفيان وغادر الجزائر إلى المنطقة الباريسية إلى وفاته عام 1974.
الجملة الشهيرة التي أطلقها مصالي الحاج «هذه الأرض الجزائر ليست للبيع».

## مواضيع ذات صلة
- المرجعية الدينية الجزائرية

## روابط خارجية
- مصالي الحاج على موقع IMDb (الإنجليزية)
- مصالي الحاج على موقع الموسوعة البريطانية (الإنجليزية)
- مصالي الحاج على موقع مونزينجر (الألمانية)
- مصالي الحاج على موقع قاعدة بيانات الفيلم (الإنجليزية)